# Scaphytopius cumbresus
Scaphytopius cumbresus är en insektsart som beskrevs av Rauno E. Linnavuori och Delong 1978. Scaphytopius cumbresus ingår i släktet Scaphytopius och familjen dvärgstritar. Inga underarter finns listade i Catalogue of Life.